# Gastrancistrus terminalis
Gastrancistrus terminalis är en stekelart som beskrevs av Walker 1834. Gastrancistrus terminalis ingår i släktet Gastrancistrus och familjen puppglanssteklar. Arten är reproducerande i Sverige. Inga underarter finns listade i Catalogue of Life.